# Céline Nyanga
Pour les articles homonymes, voir Nyanga.
Céline Nyanga (née en 1981 en France) est une athlète française, spécialiste du saut en longueur.

## Biographie
Céline Nyanga participe aux Championnats d'Europe espoirs d'athlétisme 2001 à Helsinki.
Elle remporte le concours de saut en longueur des championnats de France « élite » 2005 à Angers.
Diplômée de l'École supérieure de réalisation audiovisuelle, elle devient dramaturge, scénariste et réalisatrice. Elle est également traductrice pour des studios de doublage à Los Angeles.

### Palmarès
- Championnats de France d'athlétisme :
  - vainqueur du saut en longueur en 2005

### Records
| Épreuve          | Performance | Lieu        | Date        |
| ---------------- | ----------- | ----------- | ----------- |
| Saut en longueur | 6.32 m      | Gainesville | 28 mai 2004 |